# Osma kordunaška divizija NOVJ-a
Osma kordunaška divizija NOVJ-a formirana je 22. studenog 1942. godine naredbom Vrhovnog komandanta NOV-a i POJ-a Josipa Broza Tita. Pri osnivanju u njen sastav su ušle Četvrta i Peta kordunaška brigada i Šesta primorsko-goranska brigada. Pošto je Šesta primorsko-goranska brigada bila udaljena, operirala je samostalno, tako da je umjesto nje u sastav divizije 5. prosinca 1942. ušla Petnaesta kordunaška brigada.

## Borbeni put Osme divizije
Na početku operacije „Weiss I“ nepotpuna divizija (Četvrta kordunaška brigada vodila je s Trinaestom proleterskom brigadom operacije na Žumberku) bila je nastupanjem 7. SS divizije „Prinz Eugen“ s poteza Karlovac-Petrinja prema Slunju i Velikoj Kladuši primorana na obranu. Nijemci su uspjeli manevrom prodrijeti u bok i pozadinu položaja divizije, pa je ona bila prisiljena na izvlačenje prema Lici. Tijekom zime i proljeća Osma kordunaška divizija je u suradnji sa Šestom ličkom divizijom izvodila uspješne ofenzivne operacije i sudjelovala u napadu na Otočac u travnju i napadu na Gospić u svibnju 1943. godine.
Tijekom 1943. godine divizija je bila angažirana u brojnim obrambenim i napadnim akcijama protiv njemačkih, talijanskih, ustaško-domobranskih i četničkih formacija u području između Kupe i Une. U studenom 1943. sudjelovala je u napadu na Glinu, a u prosincu se našla pod udarom postrojbi 15. i 69. njemačkog korpusa tijekom Operacije „Panther“. U ožujku 1944. godine divizija je s velikim uspjehom odbila osovinsku ofenzivu u Plašćanskoj dolini. Sudjelovala je u napadu na Cazin u travnju 1944. i manevarskim obrambenim borbama tijekom Operacije „Šah“ u svibnju.
Tijekom lipnja i srpnja 1944. godine, divizija je zajedno s 34. hrvatskom divizijom i slovenskim postrojbama napadala osovinskoe garnizone i komunikacije u Pokuplju, Turopolju, Žumberku i Beloj Krajini u Sloveniji, a tijekom kolovoza i rujna vodila je borbe ponovno na teritoriju Korduna, Like i Banovine.
Krajem listopada 1944., divizija se prebacila u Cazinsku krajinu gdje je u studenom bila angažirana u intenzivnim borbenim akcijama tijekom napada na Cazin u studenom 1944. godine. Zimu 1944/45. godine provela je u oštrim borbama s postrojbama njemačkog 15. korpusa oko vitalnih komunikacija i obrambenih točaka u Lici i na Kordunu.
Nakom rasformiranja Unske operativne grupe u sastav divizije ušla je njena Muslimanska brigada i Krajiški partizanski odred.
Tijekom završnih operacija za oslobođenje Jugoslavije, bila je potčinjena Četvrtoj armiji JA i pod njenim zapovjedništvom je sudjelovala u oslobađanju Bihaća, Ličko-primorskoj i Tršćanskoj operaciji.
Ukazom Vrhovnog štaba NOV-a i POJ-a 16. lipnja 1944. godine Osma kordunaška divizija proglašena je udarnom u znak priznanja za postignute uspjehe.

## Vanjske poveznice
- 8th Division - Vojska.net